# Bulhary, Lučenec
Bulhary este o comună slovacă, aflată în districtul Lučenec din regiunea Banská Bystrica. Localitatea se află la altitudinea de 220 m deasupra n.m., se întinde pe o suprafață de 9,54 km2 și în 2017 număra 314 locuitori.

## Istoric
Localitatea Bulhary este atestată documentar din 1435.

## Demografie
| An:                | 1994 | 2004   | 2014    | 2024   |
| ------------------ | ---- | ------ | ------- | ------ |
| Număr de persoane: | 292  | 287    | 318     | 347    |
| Diferență:         |      | −1,71% | +10,80% | +9,11% |

| An:                | 2023 | 2024   |
| ------------------ | ---- | ------ |
| Număr de persoane: | 335  | 347    |
| Diferență:         |      | +3,58% |